# Sweyn Holm
Sweyn Holm är en ö i Storbritannien.   Den ligger i kommunen Orkneyöarna och riksdelen Skottland, i den norra delen av landet, 900 km norr om huvudstaden London. Arean är 0,32 kvadratkilometer.
Terrängen på Sweyn Holm är mycket platt. Öns högsta punkt är 14 meter över havet. Den sträcker sig 0,6 kilometer i nord-sydlig riktning, och 0,6 kilometer i öst-västlig riktning.